# Мальвинкель
Мальвинкель (нем. Mahlwinkel) — коммуна в Германии, в земле Саксония-Анхальт.
Входит в состав района Оре. Подчиняется управлению Эльбе-Хайде. Население составляет 613 человек (на 31 декабря 2006 года). Занимает площадь 20,73 км². Официальный код — 15 3 62 063.
В 1952 году около Мальвинкеля был построен военный аэродром и в период с 1957 по 1994 гг здесь располагались войсковые части Группы советских войск в Германии, позднее — Западной группы войск.

## Достопримечательности
- Памятник павшим воинам

## Исторические места
- Захоронение заключенных из концентрационного лагеря «Дора-Миттельбау» на Восточном кладбище, которые были убиты во время Марша смерти в апреле 1945 г.